# Dock Boggs
Dock Boggs (* 7. Februar 1898 in Norton, Virginia; † 7. Februar 1971 ebenda; eigentlicher Name Moran Lee Boggs) war ein US-amerikanischer Old-Time-Musiker, der in den 1920er Jahren seine größten Erfolge verzeichnen konnte.

## Leben

### Anfänge
Boggs lernte im Alter von zwölf Jahren das Banjospielen. Gleichzeitig arbeitete er bereits in Minen, um seine Familie mitzuernähren. Sein erstes Banjo baute er sich aus einem alten Gewehr, das er gegen eine Uhr getauscht hatte. 1927 bekam er die Chance, bei den Brunswick Records vorzuspielen, dessen Talent-Scouts gerade in Bristol, Tennessee, waren. Um seine Nerven zu beruhigen, trank er vorher fast eine ganze Flasche Whiskey, was anscheinend sein Gesangvermögen nicht zu beeinträchtigen schien, denn er war einer von denen, die einen Plattenvertrag bekamen. An diesem Tag wurden ebenfalls spätere Stars wie Jimmie Rodgers, die Carter Family und Blind Alfred Reed entdeckt.

### Karriere
Er unterzeichnete für acht Songs, die er aufnehmen sollte. Seine erste Platte erschien mit den Titeln Country Blues und Sugar Baby. Seine Platten verkauften sich gut, so dass sein Plattenvertrag verlängert wurde. Einer seiner bekanntesten Titel, das Traditional Danville Girl stammt aus dieser Zeit. Die Titel sind vor allem von seinem rauen und ungeschliffenem Gesang geprägt; eine Methode, die von den Labels auf Old-Time-Musiker oftmals angewandt wurde, um den „ländlichen Beigeschmack“ zu erhalten. Nachdem der Vertrag ausgelaufen war, kehrte er zurück nach Norton, wo er die Band Dock Boggs and his Cumberland Mountain Entertainers gründete, mit denen er 1928 weitere Erfolge verzeichnen konnte.
Mit seiner Frau Sahra zog er dann nach Mayking, Kentucky, wo er bis 1933 blieb. Während dieser Zeit nahm er verschiedene Platten für Harry Meyers Label Lonesome Ace Records auf, die jedoch alle nur mäßigen Erfolg hatten. Dann sang er bei Okeh Records in Atlanta, Georgia, vor, wo man ihn abwies. RCA bot Boggs an, vorzuspielen, jedoch konnte er nicht die nötigen finanziellen Mittel für eine Reise nach Louisville aufbringen.
Aufgrund seiner rückläufigen Erfolge entschied Boggs sich, die Musik aufzugeben. Er arbeitete wieder im Bergbau. Nachdem ihn sein Arzt für diesen Beruf als arbeitsunfähig erklärt hatte, wurde er zunächst Lastwagenfahrer und danach Verkäufer in einem Laden der Minengesellschaft, in der er vorher gearbeitet hatte. 1953 geriet die Firma in finanzielle Schwierigkeiten und ging in Konkurs. Nun war Boggs arbeitslos.
Im Booklet zum ersten Album, das Boggs für das Label Folkways Records im Jahre 1963 aufnahm, schildert Mike Seeger die Wiederentdeckung des Musikers. Auf einer Reise traf Seeger am 12. Juni 1963 Dock Boggs in seiner Heimatstadt und bat ihn, einige Lieder aufzunehmen. An diesem Abend nahm Boggs acht Songs, vornehmlich neueres Material, sowie ein Interview auf. In diesem Interview, dass ebenfalls auf einem Folkways-Album veröffentlicht worden ist, schilderte er seine früheren Jahre und drückte den Wunsch aus, wieder aufzutreten und Aufnahmen zu machen.

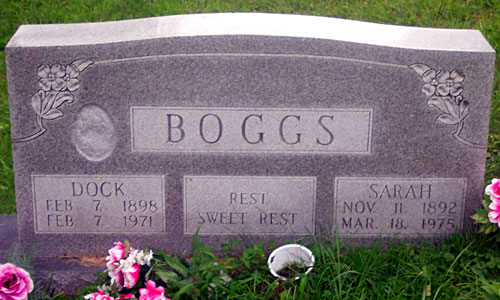
Boggs’ Grabstein in Norton. Er liegt dort mit seiner Frau Sarah, die vier Jahre später verstarb.

Diese Aufnahmen führten dann dazu, dass Boggs bereits 14 Tage später beim American Folk Festival in Asheville, North Carolina, auftrat. Es folgten weitere Auftritte, beispielsweise im Club 47 in Boston und beim Newport Folk Festival. Zwei weitere Alben für Folkways und eines für Ash Recordings folgten.
Dock Boggs starb an seinem 73. Geburtstag in seiner Heimatstadt Norton.
Im Jahre 1998 veröffentlichte das Label Revenant Records ein Album mit den frühen Aufnahmen und weiteren Outtakes aus dieser Zeit. Die Folkway-Aufnahmen aus den 1960er-Jahren wurden ebenfalls im Jahr 1998 von Smithsonian Folkways unter dem Titel His Folkways Years 1963–1968 wiederveröffentlicht.

## Diskografie

### Singles
| Jahr              | Titel                                               | Anmerkungen                              |
| Brunswick Records | Brunswick Records                                   | Brunswick Records                        |
| ----------------- | --------------------------------------------------- | ---------------------------------------- |
| 1927              | Down South Blues / Sugar Baby                       |                                          |
| 1927              | Country Blues / Sammy, Where Have You Been So Long? |                                          |
| 1927              | Danville Girl / Pretty Polly                        |                                          |
| 1927              | Hard Luck Blues / New Prisoner’s Song               |                                          |
| Vocalion Records  |                                                     |                                          |
| 192?              | Hard Luck Blues / New Prisoner’s Song               | Wiederveröffentlichung von Brunswick 133 |

### Alben
- 1963: Dock Boggs – Legendary Singer & Banjo Player (Folkways)
- 1964: Dock Boggs, Vol. 2 (Folkways)
- 1965: Excerpts from Interviews with Dock Boggs, Legendary Banjo Player and Singer (Folkways)
- 1970: Dock Boggs, Vol. 3 (Ash Recordings)
- 1998: His Folkways Years 1963–1968 (Smithsonian)
- 1998: Country Blues (Revenant)